# Aleksandr Rodtjenko
Aleksandr Michajlovitj Rodtjenko (ryska: Александр Михайлович Родченко), född 5 december 1891 i Sankt Petersburg, död 3 december 1956 i Moskva, var en sovjetisk målare, fotograf, möbelformgivare och grafiker.

## Biografi
Rodtjenko bosatte sig 1914 i Moskva och kom under inflytande från Vladimir Tatlin och suprematismen. Följande år började han att utföra abstrakta kompositioner med passare och linjal; 1918 ställde han ut målningssviten Svart på svart som svar på Kazimir Malevitjs Vitt på vitt. Vid den här tiden blev Rodtjenko ledare för en grupp "nonobjektiva" konstnärer som 1922 bestämde sig för att överge stafflimåleriet för industriell formgivning; de kallade sig konstruktivister.
Under 1920-talet började Rodtjenko att arbeta som typograf, scenograf, fotograf och möbelformgivare och använde samma principer som för sina abstrakta kompositioner till att skapa ett modernt formgivningssystem. Efter oktoberrevolutionen 1917 hade han olika poster inom den sovjetiska kulturadministrationen.